# Douglas Robb
Douglas Seann Robb, nazywany również Doug Robb (urodzony 2 stycznia 1975 r. w Agoura Hills w Kalifornii) – muzyk i wokalista amerykańskiego zespołu rockowego Hoobastank. Jego ojciec jest z pochodzenia Szkotem, a matka Japonką. Jest absolwentem Agoura High School.

## Muzyczna kariera
W wieku 13 lat Doug poznaje swojego kolegę z zespołu. Grają początkowo na różnych przeglądach w Agoure Hills. Dan Estrin i Douglas Robb są współautorami wszystkich piosenek Hoobastank na albumach : Hoobastank, The Reason oraz Every Man for Himself.
Żonaty z Christianą Lund.